# Unter Verdacht: Laufen und Schießen
Laufen und Schießen ist ein deutscher Fernsehfilm von Ed Herzog aus dem Jahr 2010. Es handelt sich um die fünfzehnte Episode der ZDF-Kriminalfilmreihe Unter Verdacht mit Senta Berger als Dr. Eva Maria Prohacek in der Hauptrolle.

## Handlung
Die Polizeibeamten vom Revier 37 kommen durchwegs nach dem eingegangenen Notruf verspätet am Tatort an. Dr. Eva Maria Prohacek wird skeptisch und setzt ihren Kollegen André Langner als Maulwurf im Revier  an, wo Direktor Steiner und die Polizisten Jung und Schön schließlich entlarvt werden. Prohacek und ihr Assistent Langner ermitteln in diesem Fall in den eigenen Reihen gegen ihre Kollegen.

## Hintergrund
Der Film wurde vom 17. November 2009 bis zum 17. Dezember 2009 in München und Umgebung gedreht. Die Folge wurde am 10. Dezember 2010 um 20:15 Uhr auf arte erstausgestrahlt.

## Kritik
Die Kritiker der Fernsehzeitschrift TV Spielfilm vergaben dem Film die bestmögliche Wertung, sie zeigten mit dem Daumen nach oben. Sie sahen einen Film, in dem es „um Mord, Doping, Biathlon (siehe Titel) und einen Amigo-Filz zwischen Sport, Geschäft, Polizei und Politik [geht]. – Wenn sich Frau Prohaceks notorischer Chef Dr. Reiter (Gerd Anthoff) in Letzteres einmischt, ist es fast schon wieder Kabarett“. Das Urteil lautete: „Krimispannung mit satirischen Momenten“.